# Mount Tana
Der Schichtvulkan Mount Tana ist mit 1170 m Höhe der niedrigere von zwei Vulkanen auf der Alëuten-Insel Chuginadak Island. Er bildet den Ostteil der Insel. Eiszeitliche Erosionsspuren zeigen, dass er schon alt ist. Es gibt Hinweise, dass er auch später noch aktiv war. Wann genau, ist nicht bekannt.